# جبر لي

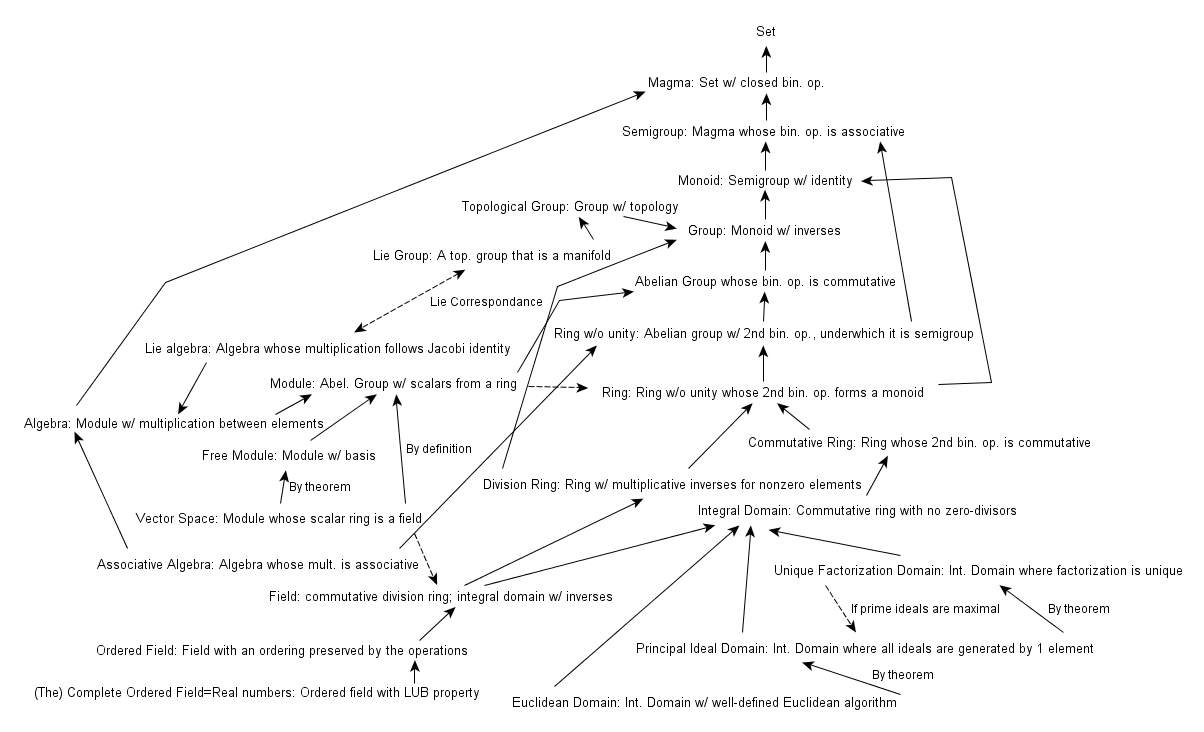
مخطط جبر لي

في الرياضيات، جبر لي هو فضاء متجه {\displaystyle {\mathfrak {g}}} جنبًا إلى جنب مع عملية تسمى حاصِرَتا لي []، خريطة ثنائية الخط بالتناوب {\displaystyle {\mathfrak {g}}\times {\mathfrak {g}}\rightarrow {\mathfrak {g}}}، التي تلبي محددة جاكوبي. حاصِرَتا لي لمتجهين {\displaystyle x} و{\displaystyle y} يُرمز إليه {\displaystyle [x,y]}. الفضاء المتجه {\displaystyle {\mathfrak {g}}} مع هذه العملية هي عملية جبر غير ترابطية، مما يعني أن حاصِرَتا لي ليست تجميعيًا بالضرورة.